# Condado de Sweet Grass
O Condado de Sweet Grass é um dos 56 condados do estado norte-americano de Montana. A sede de condado é Big Timber, que é também a sua maior cidade. O condado tem uma área de 4823 km² (dos quais 18 km² estão cobertos por água), uma população de 3609 habitantes, e uma densidade populacional de 0,75 hab/km² (segundo o censo nacional de 2000). O condado foi fundado em 1895 e recebeu o seu nome pela abundância de erva da espécie Hierochloe odorata (sweet grass).